# Teatro de los Sentidos

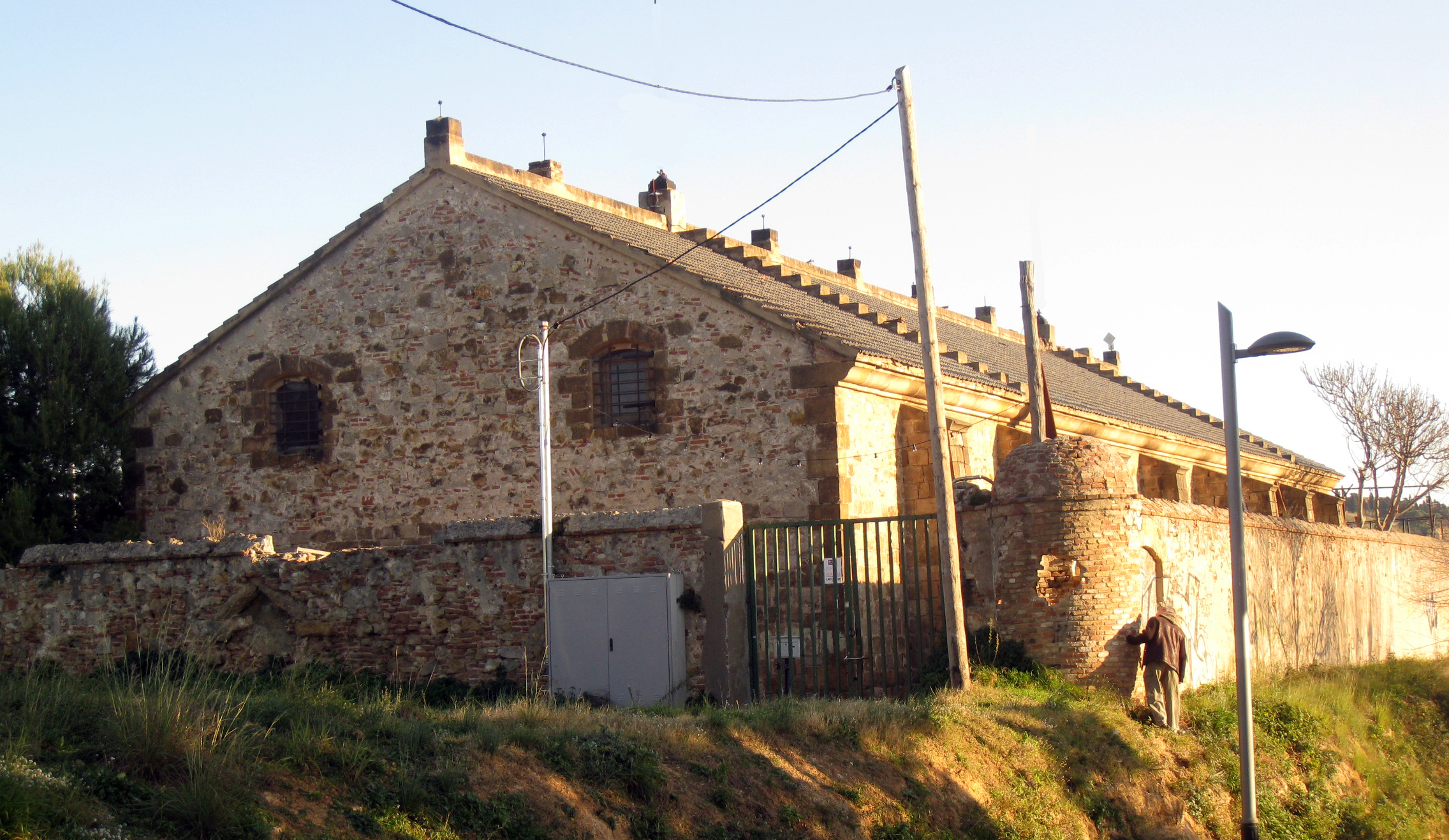
Polvorín de Montjuic, sede de la compañía en Barcelona.

El Teatro de los Sentidos es una compañía de teatro que investiga el campo de la dramaturgia de lenguaje sensorial en el marco del teatro inmersivo.

## Trayectoria
Esta búsqueda logra sus objetivos cuando se consigue que la relación entre el artista, la obra y el público rompa la barrera espacial que los separa. Un elemento central en alcanzar el objetivo es el juego, así como el silencio y la semioscuridad, por lo que muchas de sus piezas son para públicos reducidos cuando no un espectador solo que transita por un espacio o laberinto en penumbra. Su director es el antropólogo y dramaturgo colombiano Enrique Vargas quien apuesta por un teatro que se aproxime a un teatro ciego que sublieme los demás sentidos: «A oscuras hay que tirar de memoria, intuición, premonición. Hueles, palpas, percibes como si fuera la primera vez».

### Orígenes
La compañía fue fundada en 1993 en Colombia, allí estrenó su primer montaje, El hilo de Ariadna en la Universidad Nacional de Bogotá desde la cátedra sobre Dramaturgia de la Imagen Sensorial. A partir de 1994 se radicó en Barcelona, donde desde 2005 tienen su sede en el edificio recuperado del Polvorín de Montjuic, un edificio militar edificado en 1733 en tiempos de Felipe V. En 2018 se produce un cambio en la normativa municipal para espacios escénicos y para evitar el cierre del espacio la compañía realizó una campaña para reunir 25.000 euros con los que renovar la iluminación y mejorar el aislamiento térmico.

### Ramificaciones

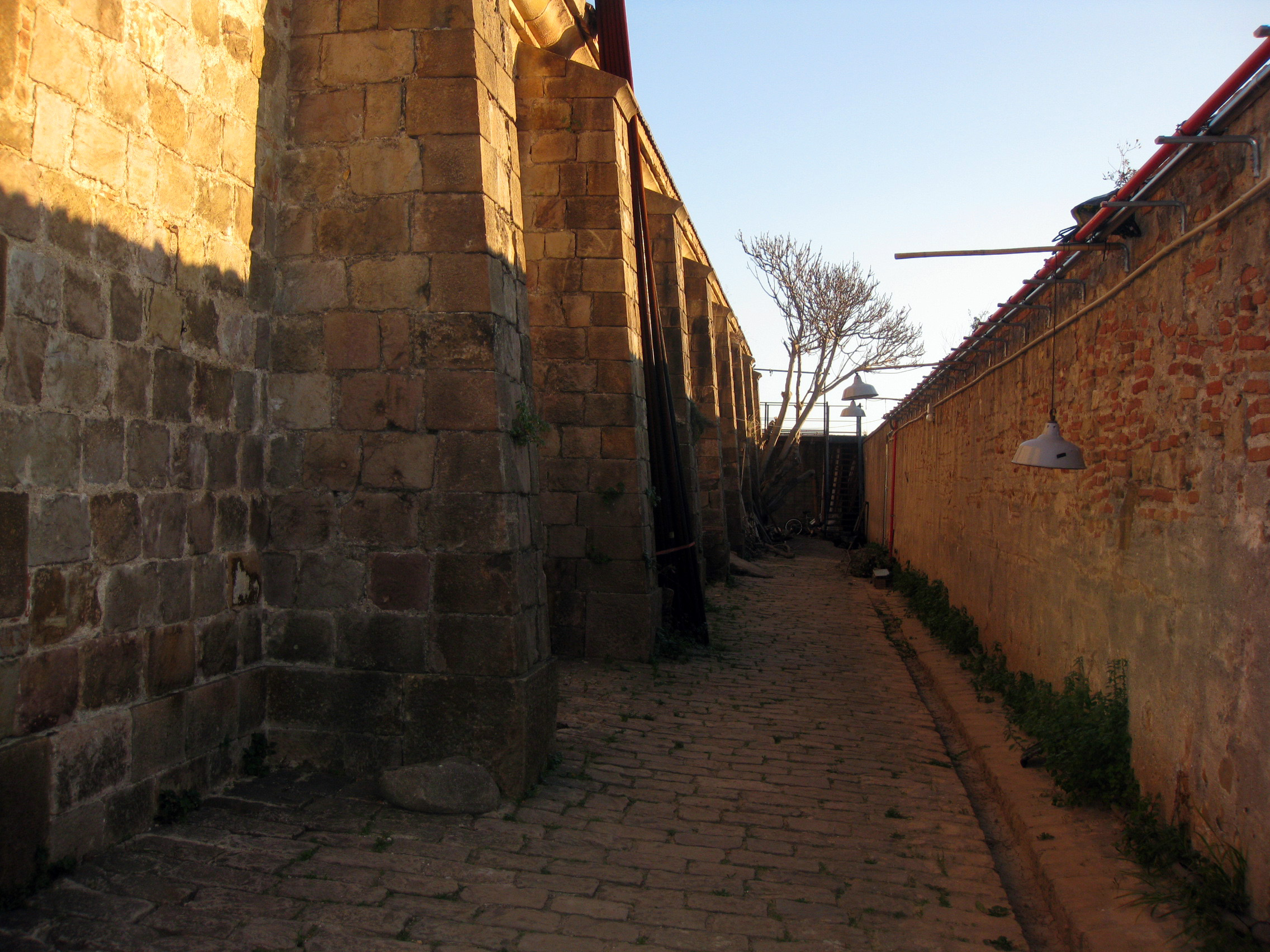
Pasillo de acceso al Polvorín

Desde 2004 crean una asociación sin ánimo de lucro en Barcelona: La Caja de Herramientas del Teatro de los Sentidos es una asociación cultural que realiza proyectos de formación en el ámbito de la poética de los sentidos y la memoria del cuerpo. Desde su nacimiento este proyecto ha reunido a más de mil setecientos artistas y profesionales de todo el mundo.
Desde el curso 2009-10 en la Fundació Universitat Girona, se imparte el Postgrado en Lenguaje Sensorial y Poética del Juego.

### Publicaciones
En 2016 se publica Todo ya está aquí aunque no se vea, Enrique Vargas y el Teatro de los Sentidos, un libro de María Pagliaro donde se hace eco de la trayectoria y proyectos, publicado por Ediciones Corre la Voz.

## Obras
- 1993: El hilo de Ariadna[5]
- 2013: Oráculos[14][15]
- 2004: La memoria del vino[16]
- 2005: El mundo al revés
- 2006: La bodega de los sentidos[17][18][19]
- 2006: El eco de la sombra (sobre Hans Christian Andersen)[20][21]
- 2010: Pequeños ejercicios para el buen morir
- 2011: Fermentación
- 2011: Cuando el río suena
- 2013: Proyecto Habitantes
- 2014: El corazón de las tinieblas[22]
- 2015: Renacer[23][24]
- 2016: En busca de la ciudad subterránea[25]
- 2021: Almarios

## Premios
- Premio Nacional de Teatro en Colombia
- Tucán de Oro del Festival de Teatro Iberoamericano, en Cádiz
- Premio de la crítica del World Theatre Festival, en Santiago de Chile
- Premio de la Unesco en el Festival de Teatro Iberoamericano, en Bogotá, por su trabajo de investigación.
- 2003: Premio Sebastià Gasch. Barcelona.[26]
- 2005: Premios Max, en España, por nuevas tendencias en el teatro.[27]
- 2005: Premio del público y la crítica. Munich.